# Virus tabákové mozaiky
Virus tabákové mozaiky (mezinárodním binominálním jménem Tobamovirus tabaci, zkratka TMV z dřívějšího anglického druhového jména Tobacco mosaic virus) je původce nakažlivé choroby tabáku, případně dalších rostlin čeledi lilkovitých. Je významný především tím, že se jedná o první objevený virus na světě vůbec. Virus objevil v roce 1892 ruský vědec Dmitrij Ivanovskij. Genom viru obsahuje RNA a je tvořen pouze několika geny.
Virus je schopen infikovat cca 200 druhů rostlin, z toho většina je hospodářsky významných.

## Genetika
Virus tabákové mozaiky (Tobacco mosaic virus) je (+)ssRNA virus o velikosti cca 6 400 nt. 5' konec RNA je opatřen methylguanosinovou čepičkou. Genom kóduje informaci pro 4 proteiny. Dva proteiny tvoří enzym RNA polymerázu, další movement protein a plášťový protein. První otevřený čtecí rámec končí nukleotidem 3417, druhý zahrnuje ten první a prodlužuje ho na 4914 nt, přičemž se překrývá se třetím o 5 nt, a ten končí pouhé 2 nt před začátkem čtvrtého čtecího rámce. Teoretických otevřených čtecích rámců je přítomno více, ale příslušné transláty nebyly v živé tkáni detekovány.
Virus tabákové mozaiky vytváří pomocí hostitelských ribozomů dvě podjednotky specifické virové RNA polymerázy (replikázy) o molekulové hmotnosti 126 a 183 kDa. Translatovaný úsek pro menší replikázu obsahuje stop kodon UAG, který je častokrát přeskočen díky specifické 3' sekvenci CAA-UUA (obecně CAR-YYA), čímž vznikne protein větší, přestože pouze v poměru 20:1 (126:183 kDa). Pro přeskočení stop kodonu jsou i jiné teorie, např. využití hostitelské izoakceptorové tRNA pro tyrosin (antikodon AΨG).
Replikázy vykazují několik enzymatických aktivit - polymerázovou, helikázovou, guanylyl-transferázovou. Poslední aktivita je důležitá pro tvorbu čepičky, která zodpovídá za stabilitu virové RNA a případných kratších mRNA z ní vzniklých.
Netranslatované oblasti jsou krátké, ale přítomné: 5' nekódující oblast (68 nt) vykazuje variabilitu v populaci viru tabákové mozaiky, kdežto 3' nekódující oblast (205 nt) je konzervovaná. Tato konzervovaná 3' oblast zodpovídá za vytvoření dvou pseudouzlů a společně s čepičkou a 5' oblastí zodpovídá za regulaci translace RNA. Za stabilitu virové RNA zodpovídá čepička, která brání hostitelským exonukleázám v degradaci RNA.

## Reprodukce viru

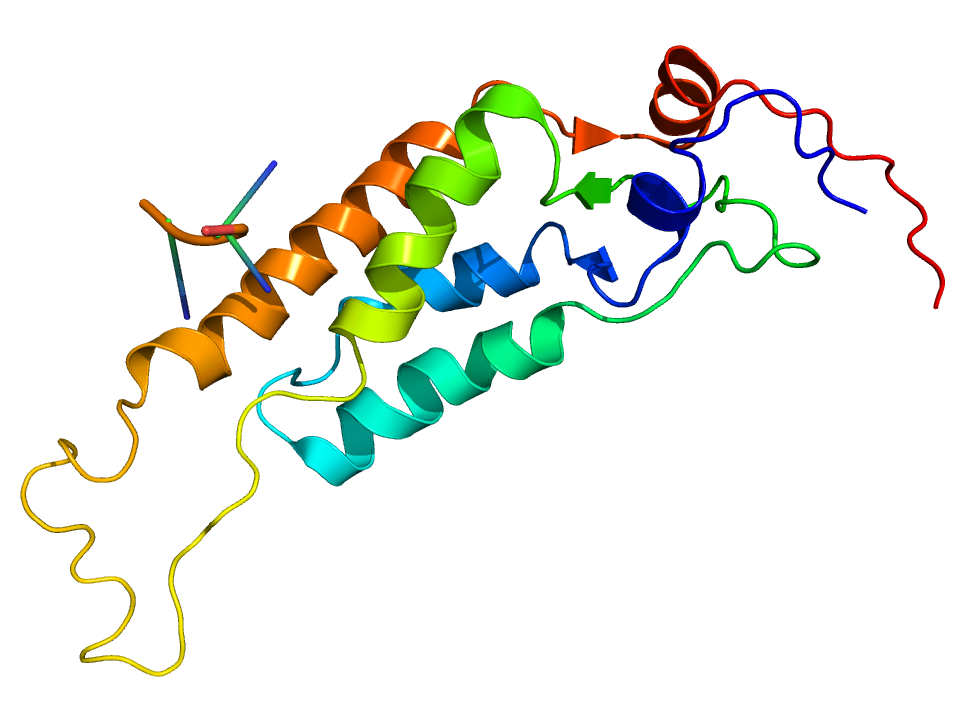
Monomer proteinu tvořící kapsidu viru tabákové mozaiky.

Virus se není schopen reprodukovat sám o sobě, k jeho reprodukci je nutný reprodukční aparát hostitelského organismu. Po vstupu do buňky je hostitelskou buňkou transportován k endoplazmatickému retikulu, kde je translatována replikáza, která replikuje virovou RNA. Touto translační a replikační aktivitou je zároveň virion zbaven plášťového proteinu.
Replikace virové RNA probíhá z pozitivních (+) i negativních (-) řetězců RNA, ale přítomnost těchto RNA se liší s průběhem infekce. Jelikož translatovat lze pouze z (+)ssRNA, předpokládá se, že (-) slouží k replikaci finální (+)ssRNA či k produkci mRNA jednotlivých kódovaných proteinů. Následně jsou translatovány plášťové a movement proteiny.
Plášťové proteiny se skládají do duté šroubovice a vytvářejí helikální kapsidu, do které se zanoří virová RNA. Vzniklý virion může za pomocí movement proteinů využít hostitelských buněčných spojení (plazmodezmat) a cytoskeletárního systému (aktinu) pro šíření do dalších buněk.

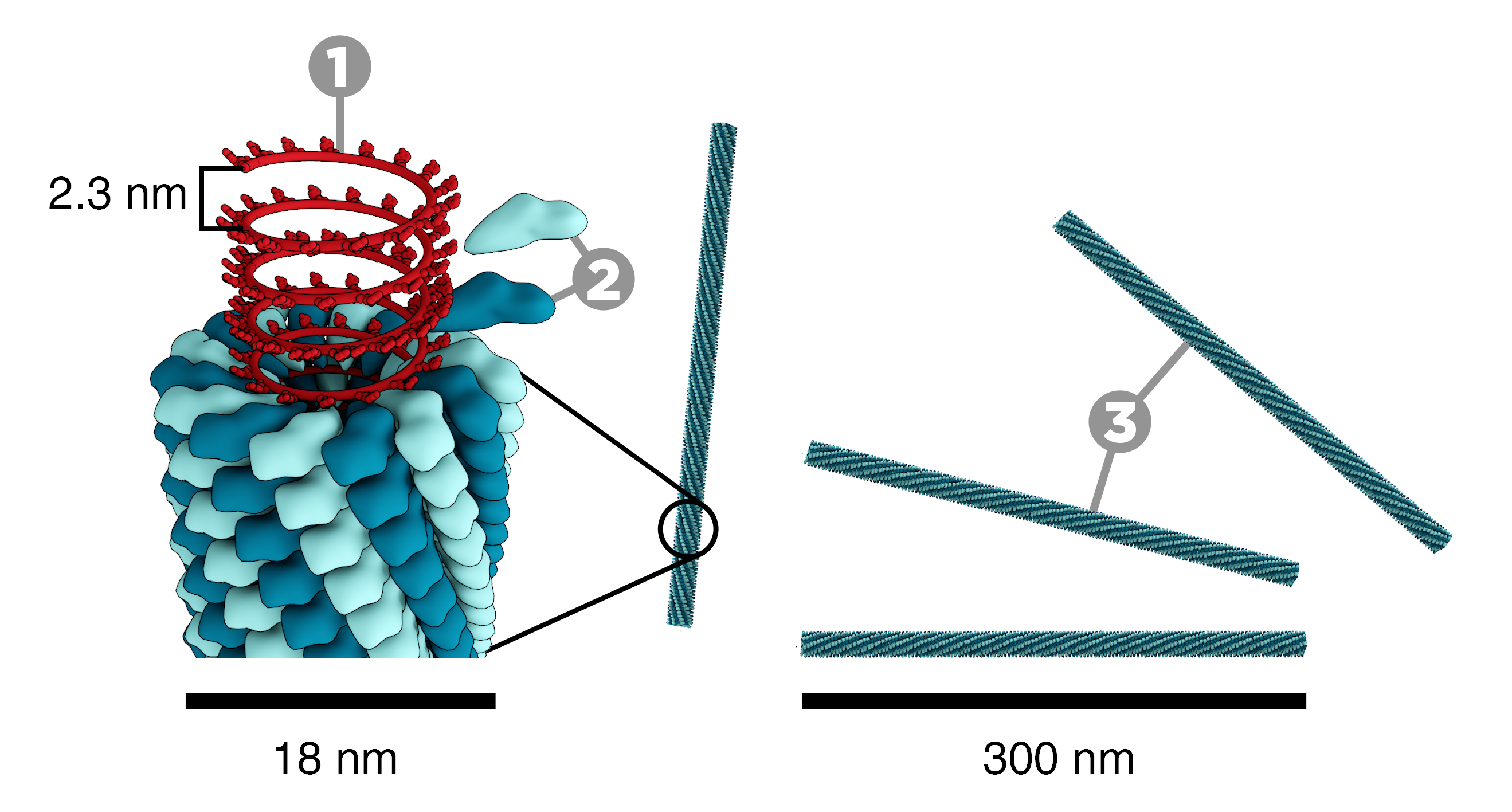
Schematický model viru tabákové mozaiky: 1. nukleová kyselina (RNA), 2. kapsomera (základní stavební jednotka kapsidy, 3. kapsida.

## Zajímavost
V 60. letech 20. století napadl virus tabákové mozaiky většinu pěstebních ploch papričky tabasco. V sedmdesátých letech proto musely být vyšlechtěny nové rezistentní odrůdy (Greenleaf Tabasco).